# O Dračí řád
O Dračí řád je literární soutěž, kterou od roku 2010 pořádá český on-line magazín MFantasy.

## Vítězové jednotlivých ročníků
- 2010 Tomáš Dušička s povídkou Pretože mohol[4]
- 2011 Růžena Písková s povídkou Času navzdory[5]
- 2012 Kategorie fantasy: Tomáš Kratochvíl s povídkou Hlína a v kategorii sci-fi Bohumil Matějovský za povídku V příštím programu[6]
- 2013 Kategorie fantasy: Tomáš Heveroch s povídkou Seznamte se, prosím! a v kategorii sci-fi Martin Černý s povídkou Hra so životmi[7][8]
- 2015 Klára Kubíčková s povídkou Maják na útesu lastur[9]
- 2016 Monika Leová s spovídku Bohové v nás[10]
- 2017 Theo Addair za povídku Odplata[11]

## Historie ročníků
První ročník soutěže byl vyhlášen 30. 3. 2010 a ukončen 31. 8. 2010. Vyhlášení proběhlo v sobotu 30. 10. na Festivalu fantazie Speciál 2010 v rámci bloku Dolejte ředitelům od 22.00 ve velkém sále. Partnery soutěže byly: Festival fantazie, časopis Pevnost a nakladatelství: Triton, Brokilon, Straky na vrbě a Zoner Press.
Druhý ročník byl vyhlášen 1. září 2011 a ukončen 31. 12. 2011. Vyhlášení výsledků proběhlo v červenci 2012 na Festivalu fantazie. Největšími změnami je slovní hodnocení povídek a také noví hodnotící, nejen redaktoři MFantasy. Partnery soutěže jsou: Festival fantazie, časopis Pevnost, obchody: Fantasyobchod.cz a Drakkaria, nakladatelství: Triton, Beta, XYZ, Argo a Zoner Press.
V třetím ročníku soutěže byla zavedena kategorie sci-fi.